# 黒田直明
黒田 直明（くろだ なおあき）は、江戸時代後期の上総国久留里藩の世嗣。

## 略歴
5代藩主・黒田直方の長男として誕生。
久留里藩の嫡子だったが、家督を継ぐことなく文化8年（1811年）に死去した。当時は弟（直方の次男）の直静もまだ幼少であったため、代わって直侯を養嗣子とした。